# Vaughn Taylor
Vaughn Joseph Taylor (Roanoke, 9 maart 1976) is een Amerikaans golfer die actief is op de Amerikaanse PGA Tour.

## Loopbaan
Taylor werd geboren in Roanoke, Virginia, maar groeide op in Augusta, Georgia. Na zijn studies op de 'Hephzibah High School', golfde hij op de Augusta State University.
In 1999 werd Taylor een golfprofessional en speelde eerder op de Hooters en de Nationwide Tours. In 2003 behaalde Taylor op de Nation Wide Tour zijn eerste profzege door het Knoxville Open te winnen.
In 2004 golfde Taylor voor de eerste keer een volledige seizoen op de Amerikaanse PGA Tour waar hij in augustus zijn eerste zege behaalde door het Reno-Tahoe Open te winnen. Hij won toen de play-off van Stephen Allan, Hunter Mahan en Scott McCarron.
In 2006 vertegenwoordigde Taylor voor zijn land op de Ryder Cup.

## Prestaties

### Professional
Amerikaanse PGA Tour
| Nr. | Datum            | Toernooi        | Score           | Score | Info                                                              |
| --- | ---------------- | --------------- | --------------- | ----- | ----------------------------------------------------------------- |
| 1   | 22 augustus 2004 | Reno-Tahoe Open | 67-67-69-75=278 | –10   | Won de play-off van Stephen Allan, Hunter Mahan en Scott McCarron |
| 2   | 21 augustus 2005 | Reno-Tahoe Open | 64-67-64-72=267 | –21   |                                                                   |

Nationwide Tour
- 2003: Knoxville Open

Overige
- 4 zeges op de NGA Hooters Tour

## Teams
- Ryder Cup: 2006